# Füzi József
Füzi József (Brassó, 1931. január 1. –) erdélyi magyar gyógyszerész, gyógynövénytani szakíró.

## Életútja
A gyógyszerészeti növénytan előadótanára a Marosvásárhelyi Orvosi és Gyógyszerészeti Egyetemen, a biológiai tudományok doktora (1971). A hazai gyógynövények lelőhelyeiről s a népgyógyászatban használt növények hatékonyságáról hazai és külföldi szakfolyóiratokban (Orvosi Szemle – Revista Medicală, Farmacia, Comunicări de Botanică, Acta Farmaceutica Hungarica, Naturwissenschaften és mások) több mint 130 tudományos közleménye jelent meg. Gyűjteményes kötetek számára társszerzőként dolgozta fel a Hargita és a Csíki-medence flóráját (1968), majd Kovászna megye flóráját, vegetációját és gyógynövényeit.

## Kötetei
- Gyógyszerészeti növénytani gyakorlatok (kőnyomatos jegyzet, Marosvásárhely, 1965);
- Gyógyszerészeti növénytan I-III. (kőnyomatos tankönyv, Marosvásárhely, 1970, 1971, 1979);
- Sistematica plantelor : ghidul cursului de Botanica Farmaceutica : taxonomie (Kisgyörgy Zoltánnal, Marosvásárhely, 1971.)
- Plantele medicinale din județul Harghita (monográfia, Marosvásárhely, 1973);
- Kovászna megye gyógynövényei : gyűjteményes kötet Rácz Gábor és Füzi József szerkesztésében. Az árkosi Agronómusok Háza kiadásában, Sepsiszentgyörgy, 1973).
- Botanica farmaceutica c. tankönyv (1981)